# Theodor Fischer (Maler, 1817)
Theodor Fischer, genannt Fischer-Poisson (* 13. Juni 1817 in Schwerin; † 30. März 1873 ebenda) war ein deutscher Maler.

## Leben
Theodor Fischer wurde als jüngerer Sohn des aus Frankreich eingewanderten Hofzeichenmeisters Louis Francois Poisson Marquis de Marigny (* 1784 Paris; † 1845 Schwerin), der in Schwerin seinen Namen in Ludwig Fischer eingedeutscht hatte, und dessen Frau Charlotte, geb. Oehm (* 1793 in Schwerin; † 1860) geboren. Er besuchte das Gymnasium in Schwerin und erhielt seine künstlerische Ausbildung zunächst bei seinem Vater und beim Hofmaler Carl Georg Schumacher. In den Jahren 1839 bis 1843 studierte er an der Kunstakademie Dresden bei Eduard Bendemann. Nach dem Tod des Vaters ließ er sich 1845 in seiner Geburtsstadt nieder, wo er sich besonders als Porträtmaler hervortat. Einige seiner Arbeiten befinden sich im Staatlichen Museum Schwerin.

## Leistungen
Das Wirken des Künstlers des Realismus blieb weitgehend auf seine engere Heimat Mecklenburg beschränkt, war jedoch von nicht geringer Bedeutung. Neben seinen Porträtbildern war Fischer-Poisson auch maßgeblich beteiligt an der Ausmalung des Schweriner Schlosses, wofür er zur Einweihung 1857 vom Großherzog die Schlossmedaille in Silber erhielt.

## Werke
- Altarbilder:
  - Kreuzigung, 1864 Granzin

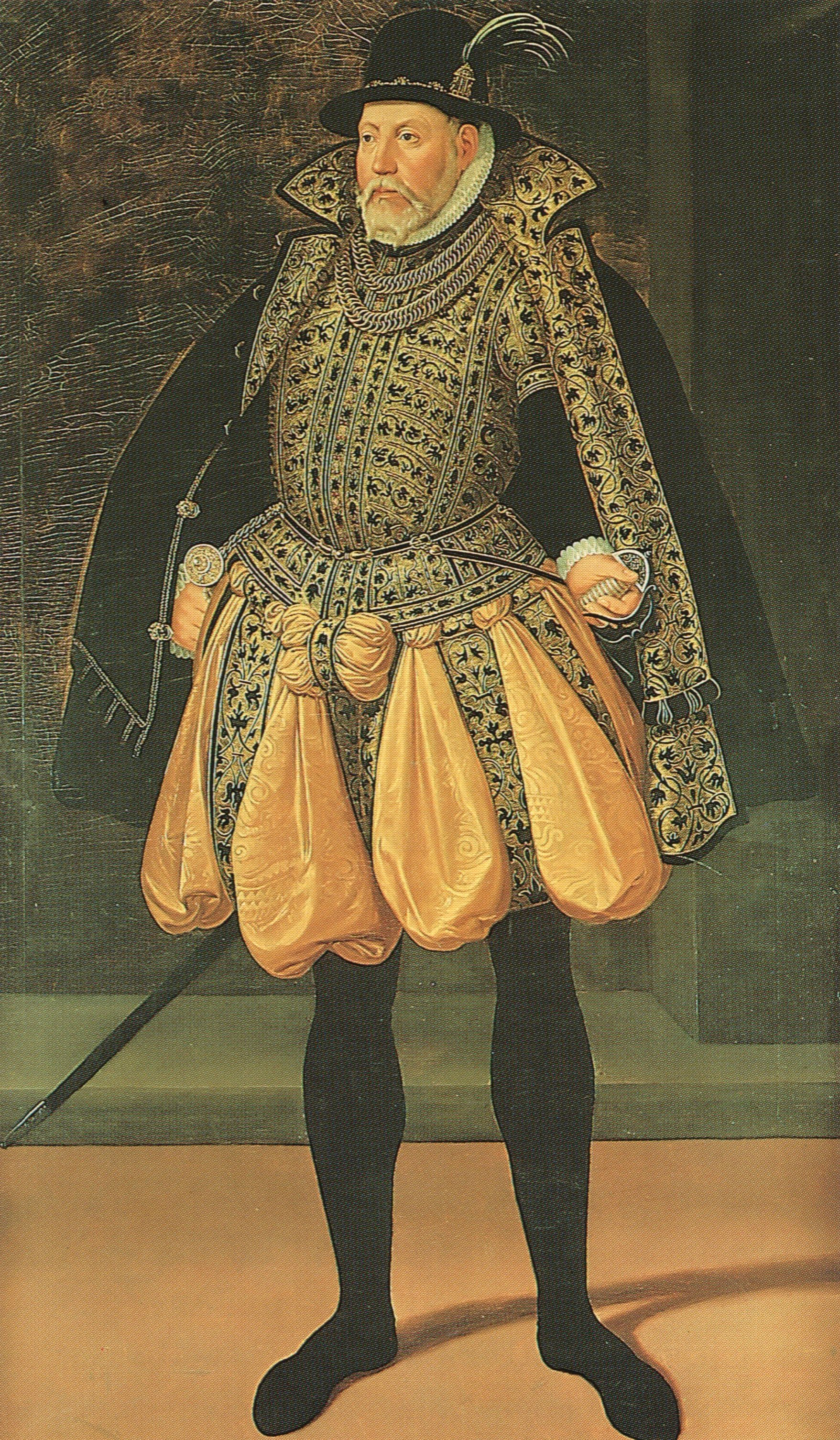
Herzog Ulrich III.

  - Kreuzigung Christi (nach einer Lithographie von Pfannschmidt), 1864/65 Marienkirche in Boizenburg
  - Kreuzigung, 1864 Deutsche Kirche (Helsinki)
  - Himmelfahrt, Nicolaikirche in Grevesmühlen
  - Kreuzabnahme, 1866 Dorfkirche Steffenshagen
  - Kreuzigung, 1867 Suckow
  - Kreuzigung, 1867 Satow
  - Kreuzigung, 1868 Lüblow
  - Kreuzigung, 1868 Jabel
  - Kreuzigung, 1869 Hohen Wangelin
  - Kreuzigung, 1869 Barnin
  - Altarbild, 1869 Priborn
  - Kreuzigung, 1871 Hohen Demzin
  - Kreuzigung, 1872 Johanneskirche in Dömitz
  - Kreuzigung, 1872/73 Stadtkirche Malchow
  - Segnender Christus, 1872/73 Zernin
  - Triptychon, Dorfkirche Kirch Mummendorf
  - Kreuzigung, Dorfkirche Lübsee (Menzendorf)
  - Kreuzigung, Sülte
  - Auferstehender Christus, Dorfkirche Gägelow
- Bildnisse der herzoglichen Familie für die Ahnengalerie im Schloss Schwerin, 1852–57
- Noahs Weinprobe, Boas und Ruth, und weitere für das Schloss Schwerin, 1851/58
- Engel, 1854/55, Schlosskirche Schwerin
- Medaillons und Bildnisse in der Aula der Universität Rostock, 1869/70
- Arbeiten für das Stift Bethlehem, Ludwigslust
- Bildnisse der gräflichen Familie von Maltzahn für das Schloss Militsch/Schlesien (1945 als Beutekunst in die UdSSR verschleppt)
- Gutsbesitzer Ernst Otto auf Tannenhof